# Raoul Casadei

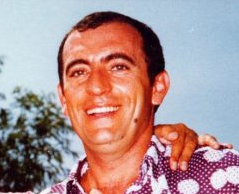
Raoul Casadei

Raoul Casadei (* 15. August 1937 in Gatteo, Provinz Forlì-Cesena; † 13. März 2021 in Cesena) war ein italienischer Musiker. Er galt als „König des Liscio“.

## Leben und Karriere
Raoul Casadei war ein Neffe des Musikers Secondo Casadei, der 1928 das Orchestra Casadei gegründet hatte. Raoul arbeitete zunächst als Grundschullehrer, war ab den 60er-Jahren aber auch mit seiner eigenen Band aktiv, die Rock ’n’ Roll und Swing spielte. Einige der von ihm geschriebenen Lieder fanden Eingang in die Musikproduktion seines Onkels. Das Lied Io cerco la morosa wurde von Renzo Arbore im Radio gespielt und bei Festivalbar vorgestellt. Als 1971 Secondo Casadei verstarb, gab Raoul seinen Beruf auf und übernahm das Orchester und das Musikgeschäft seines Onkels.
Ab den 70er-Jahren konnte das Orchestra Casadei und damit der ursprünglich auf die Romagna beschränkte Liscio auch italienweit Aufmerksamkeit erregen. 1973 hatte Raoul Casadei nach einer weiteren Festivalbar-Teilnahme mit Ciao mare einen ersten Hit in den italienischen Singlecharts. In der Folge unternahm sein Orchester intensive Tourneen durch das ganze Land, nahm an verschiedenen großen Wettbewerben teil (darunter das Sanremo-Festival 1974) und veröffentlichte weitere erfolgreiche Lieder. Casadei hatte außerdem Gastauftritte in Filmen und organisierte populäre Tanzveranstaltungen.
In den 80er-Jahren konzentrierte sich das Orchestra Casadei wieder mehr auf die regionale Szene und öffnete sich gleichzeitig für neue stilistische Einflüsse. Raoul Casadei gründete den Familienbetrieb Casadei Produzioni, in dem er Musikproduktion, Musikverlag, Künstleragentur und Konzertagentur vereinte. Beim Sanremo-Festival 1996 trat Casadei zusammen mit der Band Elio e le Storie Tese auf, deren Lied La terra dei cachi den zweiten Platz im Wettbewerb belegte und im Anschluss auch dank Casadeis Version die Chartspitze erreichte. 1998 initiierte er das Musikfestival Balamondo, bei dem unter anderem Gloria Gaynor, die Gipsy Kings, Eumir Deodato und Al Di Meola auftraten.
Nach der Jahrtausendwende übernahm Raouls Sohn Mirko Casadei (* 1972) das Orchester. 2006 nahm Raoul Casadei an der Realityshow L’isola dei famosi (italienische Version von Survivor) teil. Nach einer COVID-19-Erkrankung verstarb Raoul Casadei 2021 im Alter von 83 Jahren.

## Diskografie (Auswahl)

### Alben
| Jahr | Titel                                                 | Höchstplatzierung, Gesamtwochen, AuszeichnungChartsChartplatzierungen (Jahr, Titel, Platzierungen, Wochen, Auszeichnungen, Anmerkungen) | Anmerkungen                                                        |
| Jahr | Titel                                                 | IT | Anmerkungen                                                        |
| ---- | ----------------------------------------------------- | --- | ------------------------------------------------------------------ |
| 1973 | Ciao mare                                             | IT21 (2 Wo.)IT | Produttori Associati, PAF/LP 3003 als Orchestra Spettacolo Casadei |
| 1973 | La mazurka di periferia                               | IT22 (2 Wo.)IT | Produttori Associati, PA/LP 46 als Orchestra Spettacolo Casadei    |
| 1974 | La canta                                              | IT25 (1 Wo.)IT | Ricordi, CDOR 8267 als Orchestra Spettacolo Raoul Casadei          |
| 1975 | Simpatia                                              | IT24 (1 Wo.)IT | Ricordi, CDOR 8456 als Orchestra Spettacolo Casadei                |
| 1976 | Dal vivo. Dalla Ca’ del liscio e dall’Arena di Verona | IT24 (1 Wo.)IT | Ricordi, CDOR 8387 als Orchestra Spettacolo Raoul Casadei          |

### Singles
| Jahr | Titel Album                       | Höchstplatzierung, Gesamtwochen, AuszeichnungChartsChartplatzierungen (Jahr, Titel, Album, Platzierungen, Wochen, Auszeichnungen, Anmerkungen) | Anmerkungen                                                      |
| Jahr | Titel Album                       | IT | Anmerkungen                                                      |
| ---- | --------------------------------- | --- | ---------------------------------------------------------------- |
| 1973 | Ciao mare                         | IT17 (11 Wo.)IT | als Orchestra Spettacolo Casadei                                 |
| 1974 | La canta                          | IT19 (3 Wo.)IT | als Orchestra Spettacolo Casadei                                 |
| 1996 | La terra dei cachi Eat the Phikis | IT1 (8 Wo.)IT | Raoul Casadei & l’Orchestra Italiana feat. Elio e le Storie Tese |

## Filmografie
- 1975: Die heißen Engel (La nottata) – Regie: Tonino Cervi
- 1976: Vai col liscio – Regie: Giancarlo Nicotra
- 1987: Rimini Rimini – Regie: Sergio Corbucci
- 2004: Ogni volta che te ne vai – Regie: Davide Cocchi

## Bibliografie (Auswahl)
- Raoul Casadei mit Paolo Gambi: Bastava un grillo (per farci sognare). Piemme, Mailand 2013, ISBN 978-88-566-3199-9.

## Belege
1. ↑  Gianluca Angelini: È morto Raoul Casadei, il re del liscio. ANSA, 13. März 2021, abgerufen am 13. März 2021 (italienisch).
2. ↑  Guido Racca: M&D Borsa Album 1964-2019. Selbstverlag, 2019, ISBN 978-1-09-470500-2, S. 133.
3. ↑  Guido Racca: M&D Borsa Singoli 1960-2019. Selbstverlag, 2019, ISBN 978-1-09-326490-6, S. 153.

| Personendaten    | Personendaten                |
| ---------------- | ---------------------------- |
| NAME             | Casadei, Raoul               |
| KURZBESCHREIBUNG | italienischer Musiker        |
| GEBURTSDATUM     | 15. August 1937              |
| GEBURTSORT       | Gatteo, Provinz Forlì-Cesena |
| STERBEDATUM      | 13. März 2021                |
| STERBEORT        | Cesena                       |